# Дельвиг, Дмитрий Николаевич
Барон Дмитрий Николаевич Дельвиг (1847—1916) — русский государственный деятель, нижегородский городской голова и томский вице-губернатор.

## Биография
Родился 15 (27) мая 1847 года в семье барона Николая Ивановича Дельвига.
В 1868 году окончил Александровский лицей. Служил в Министерстве юстиции; в 1876 году — член Нижегородского окружного суда.
С 1893 по 1896 год был городским главой Нижнего Новгорода и за три года полностью освоил 1 780 000 рублей, выделенных государством на подготовку к проведению Всероссийской промышленной и художественной выставки.
С 6 февраля 1901 года занимал должность вице-губернатора Томской губернии; в начале 1904 года вышел в отставку и переехал в Нижний Новгород.
Умер 24 мая (6 июня) 1916 года.

## Награды
- орден Св. Владимира 4-й ст.
- орден Св. Станислава 2-й ст.
- орден Св. Анны 2-й ст.
- орден Св. Владимира 3-й ст.

иностранный
- орден Благородной Бухары 2-й ст.

## Семья
В 1893 году женился на Марии Геральдовне Кроль. У них 26 октября 1897 года в Санкт-Петербурге родился сын Андрей. Дочь София родилась в Казани 26 марта 1904 года.